# Шмидт, Светлана Владимировна
Светлана Владимировна Шмидт (род. 20 марта 1990, Мариуполь) — украинская легкоатлетка, мастер спорта международного класса по легкой атлетике, рекордсменка Украины в беге на 3000 м (8,41,01 с). Специализирующаяся в беге с препятствиями, серебряный призёр чемпионата Европы и Универсиады, участница Олимпийских игр в Лондоне в 2012 году, неоднократная чемпионка Украины. Награждена орденом Княгини Ольги III степени.

## Карьера
В феврале 2012 года на зимнем чемпионате Украины в Сумах установила новый национальный рекорд Украины в закрытых помещениях на дистанции 3000 м (результат 8:41,01). 
Летом 2012 года на чемпионате Европы завоевала серебро в беге на 3000 метров с препятствиями, уступив турчанке Гюльджан Мынгыр. В том же году принимала участие в Олимпийских играх в Лондоне, в квалификации прибежала третьей с конца и завершила выступления. 
На летней Универсиаде, которая проходила с 6 по 17 июня в Казани, принимала участие в соревнованиях по бегу на 3000 метров с препятствиями финишировала второй с результатом 9:40.41 и получила серебряную награду. Выиграла здесь россиянка Юлия Зарипова (9:28.00), но Шмидт удалось взять реванш у Гюльджан Мынгир (бронза, 9:45.88).
В 2013 году президент Виктор Янукович наградил Шмидт орденом княгини Ольги III степени.
В апреле 2015 года было признано нарушение правил WADA согласно программе биологического паспорта спортсмена. Гематологический профиль украинки был признан имеющим отклонения от нормы по отношению к адаптивной модели ИААФ. Шмидт получила DQ — с 17 марта 2015 и до 17 марта 2019 года. В этот промежуток времени спортсменке запрещено принимать любое участие в соревнованиях и мероприятиях по лёгкой атлетике.
В 2015 году завершила спортивную карьеру.